# Етиси
Етисите, от Древногръцки ετησίαι ('годишници'), също споменати в латински първоизвори с латинската им форма etesiae, или в заемка от италианското mal tempo (лошо време) като мелтеми μελτέμι (на гръцки), или мелтем (на турски) са мощни и спорадични, но сезонни сухи северни ветрове пораждащи се в североизточно Егейско море и духащи основно в посока югозапад и югоизток от средата на май до средата на септември. Според местните жители най-често мелтемите се наблюдават през август. Допълнително те ги подразделят на предтечи/предвестници и годишници.. Източниците не посочват на основание на какви характеристики местните ги разделят на тези две групи (предвестници/годишници).
В разгара на лятото времето приятно се разхлажда от северозападните мелтеми. Те са едва доловими сутрин, най-силни са след обяд и затихват преди залез. Не е обичайно, но понякога етисите духат няколко дни без прекъсване. Особено силни етисите са в открито море и постепенно затихват с приближаване към брега. Подобни ветрове се наблюдават и в Адриатическо и в Йонийско море. Етисите са опасни за моряците. Те задухват изневиделица при иначе спокойно и гладко море и силата им достига 7-а 8-а степен от скалата на Бофорт. Много платноходи както и междуостровните фериботи не могат да плават в такива ветрове.
Името им на гръцки произлиза от думата έτος (éтос), година, намеквайки за годишния им цикъл или календарна зависимост. Тяхното присъствие е добре документирано от древността до наши дни. Макар понякога да ги споменават като мусонни ветрове, етисите/мелтемите са изключително сухи и нямат съответни зимни ветрове средиземноморския климат зависи изключително много от тези годишници.
Етисите се формират от две зони с разлики в атмосферното налягане – необходимо е присъствието на циклонален фронт на ниско атмосферно налягане над Мала Азия и високо атмосферно налягане (антициклон) над Балканите.